# Sanatória Txernomórie
Sanatória Txernomórie - Санатория «Черноморье» (rus) és un possiólok del krai de Krasnodar, a Rússia. Es troba als vessants meridionals de l'extrem oest del Caucas occidental, a la vora nord-oriental de la mar Negra. És a 21 km al nord-oest de Tuapsé i a 92 km al sud de Krasnodar.
Pertany al possiólok de Novomikhàilovski.